# Limenitis verenda
Limenitis verenda är en fjärilsart som beskrevs av Hans Fruhstorfer 1915. Limenitis verenda ingår i släktet Limenitis och familjen praktfjärilar. Inga underarter finns listade i Catalogue of Life.